# Kevin Amuneke
Kevin Onyekachi Amuneke (Eze Obodo, 10 maggio 1986) è un ex calciatore nigeriano, di ruolo attaccante.

## Biografia
Anche i fratelli maggiori di Amuneke, Emmanuel e Kingsley, erano calciatori. Il primo, un'ala, ha giocato tra le altre squadre con lo Sporting Lisbona e il Barcellona, e ha anche fatto parte della nazionale nigeriana.